# Sericocarpus
Sericocarpus é um género botânico pertencente à família Asteraceae.